# Thouarella (Thouarella) variabilis
Thouarella (Thouarella) variabilis is een zachte koraalsoort uit de familie Primnoidae. De koraalsoort komt uit het geslacht Thouarella. Thouarella (Thouarella) variabilis werd in 1889 voor het eerst wetenschappelijk beschreven door Wright & Studer. 